# Santa Rita de Caldas (kommun)
Santa Rita de Caldas är en kommun i Brasilien.   Den ligger i delstaten Minas Gerais, i den sydöstra delen av landet, 700 km söder om huvudstaden Brasília. Antalet invånare är 9 031.
Följande samhällen finns i Santa Rita de Caldas:
- Santa Rita de Caldas

Omgivningarna runt Santa Rita de Caldas är huvudsakligen savann. Runt Santa Rita de Caldas är det ganska glesbefolkat, med 21 invånare per kvadratkilometer.